# 小行星1494
小行星1494（1494 Savo）是一颗围绕太阳公转的小行星。1938年9月16日，爾約·維薩拉在图尔库发现了此天体。
該小行星以芬蘭的歷史省分薩沃命名。
这颗小行星的绝对星等为184.51510等。